# 中国共产党西安市委员会
中国共产党西安市委员会，简称（中共）西安市委，是中国共产党在陕西省西安市的地方组织，成立于1949年5月，由中国共产党西安市代表大会选举产生，在代表大会闭会期间领导西安市的党务工作，执行中共中央、中共陕西省委的指示及中共西安市代表大会的决议，并定期向中共陕西省委汇报工作。目前，中共陕西省委常委方红卫兼任该委员会书记，叶牛平、李婧担任该委员会副书记。

## 历史沿革
在中共政权进驻西安后，中共中央西北局于1949年5月20日决定成立“中共西安市委”，直接隶属西北局领导，贾拓夫为首任中共西安市委书记。1954年6月19日，中华人民共和国中央人民政府决定西安市由原“中央直辖市”改为“省辖市”。同年8月25日，西安市正式并入陕西省，中共西安市委也改为隶属于中共陕西省委领导至今。

## 历任市委主要负责人
| 姓名   | 籍 贯    | 在任时间              | 曾任最高职务                                                       | 备注 |
| ------ | -------- | --------------------- | ------------------------------------------------------------------ | --- |
| 贾拓夫 | 陕西神木 | 1949年5月－1949年12月 | 原国家计划委员会副主任、轻工业部部长                               | 1967年5月7日在文革中受迫害致死                                                                                   |
| 赵伯平 | 陕西蓝田 | 1949年12月－1956年3月 | 原全国人大常委会副秘书长                                           | 1993年5月7日在北京逝世                                                                                           |
| 方仲如 | 陕西咸阳 | 1956年5月－1958年6月  | 原第五届全国政协常委                                               | 1983年6月5日在北京逝世                                                                                           |
| 张 策  | 陕西高陵 | 1958年6月－1962年12月 | 原中央纪委副书记、中顾委委员                                       | 1999年1月8日在北京逝世                                                                                           |
| 彭天琦 | 四川荣县 | 1963年3月－1966年5月  | 原中共湖北省委第二副书记                                           | 1978年12月12日在上海逝世                                                                                         |
| 萧 纯  | 河北深县 | 1966年5月－1967年1月  | 原中共陕西省委副书记                                               | 2008年2月1日在长春逝世                                                                                           |
| 孙长兴 | 江苏灌云 | 1968年3月－1975年12月 |                                                                    | |
| 王 林  | 河北唐山 | 1975年12月－1979年2月 | 原中顾委委员、水利电力部副部长、国务院上海经济区规划办公室主任     | 2004年4月28日在北京逝世                                                                                          |
| 陈元方 | 陕西乾县 | 1979年2月－1982年6月  | 原陕西省地方志编纂委员会主任                                       | 1993年5月16日在西安逝世                                                                                          |
| 何承华 | 陕西长安 | 1982年6月－1984年11月 | 原陕西省人大常委会副主任                                           | 2005年5月1日在西安逝世                                                                                           |
| 董继昌 | 陕西韩城 | 1984年11月－1988年5月 | 原陕西省政协副主席、党组副书记                                     | 2012年7月24日在西安逝世                                                                                          |
| 安启元 | 陕西临潼 | 1988年6月－1990年10月 | 原中共陕西省委书记、省政协主席                                     | |
| 程安东 | 安徽淮南 | 1990年10月－1995年1月 | 原第十届全国政协常委、经济委员会副主任                             | |
| 崔林涛 | 陕西千阳 | 1995年1月－2002年1月  | 曾任中共陕西省委副书记、省人大常委会副主任                         | |
| 栗战书 | 河北平山 | 2002年1月－2003年12月 | 曾任中共中央政治局常委、第十三届全国人大常委会委员长               | 曾任黑龙江省长、中共贵州省委书记、中共中央办公厅主任。第十八、十九届中共中央政治局委员，第十九届中央政治局常委。 |
| 袁纯清 | 湖南汉寿 | 2004年1月－2006年6月  | 曾任陕西省省长、中共山西省委书记、中央农村工作领导小组副组长等职。 | |
| 孙清云 | 山东陵县 | 2006年6月－2012年6月  | 曾任中共陕西省委副书记、政协陕西省第十一届委员会副主席             | 2015年11月因为违纪被留党察看二年，2016年1月降为正处级非领导职务。                                                |
| 魏民洲 | 陕西蒲城 | 2012年6月－2016年12月 | 曾任陕西省人大常委会副主任、党组副书记                             | 2017年5月23日涉嫌严重违纪接受组织调查，同年8月3日被双开，2018年11月20日被判处无期徒刑。                          |
| 王永康 | 湖北武汉 | 2016年12月－2019年2月 | 现任黑龙江省人大常委会党组书记、副主任                             | |
| 王浩   | 山东单县 | 2019年9月－2021年9月  | 现任中共浙江省委书记                                               | |
| 方红卫 | 陕西富平 | 2021年11月-至今       | 现任                                                               | |

## 机构设置
中共西安市委下设：
- 办公厅、组织部、宣传部、统战部、政策研究室、政法委员会、老干部工作局、保密委员会、市直机关工作委员会、党史研究室等；
- 机关报纸是《西安日报》。

## 现任领导
- 市委书记：方红卫 [1]（陕西省委常委）
- 市委副书记：叶牛平（市长）[2]、李婧（女）
- 市委常委：方红卫、叶牛平、李婧（女）、王晓林、马鲜萍（女）、贠笑冬、和文全、王晓江、杨建强、孟浩、仵江、许克涛、魏宏